# Santo Tomé (Corrientes)
Santo Tomé – miasto w Argentynie, położone we wschodniej części prowincji Corrientes, nad rzeką graniczną Urugwaj.

## Opis
Miejscowość została założona 27 sierpnia 1863 roku.  W mieście znajduje się węzeł drogowy-RP14 i RP121 i linia kolejowa.

## Demografia
.